# Moisés Saba
Moisés Saba Masri (Hebraico: משה סבא מסרי; Cidade do México, 1963 - Cuajimalpa de Morelos, 10 de janeiro de 2010) foi um empresário mexicano de origem judeo sirio.
Morreu devido a um acidente aéreo com o helicóptero no qual viajava.